# Совпа
Совпа (укр. Совпа) — село в Сосновской поселковой общине Ровненского района Ровненской области Украины.
До 2020 года входило в Березновский район.
Население по переписи 2001 года составляло 298 человек. Почтовый индекс — 34657. Телефонный код — 3653. Код КОАТУУ — 5620488902.